# Julius Erasmus

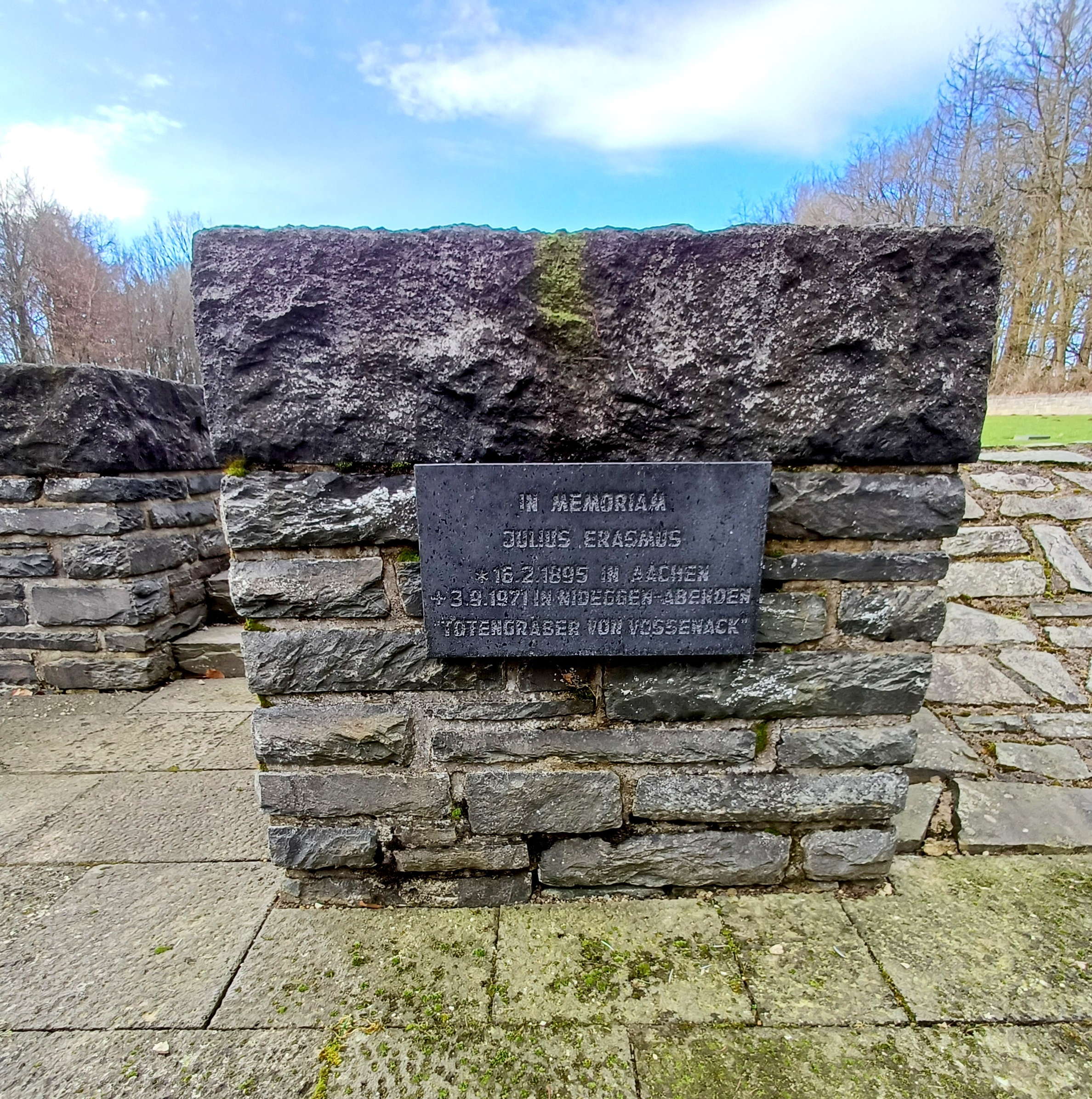
Gedenkstein für Julius Erasmus auf dem Ehrenfriedhof Vossenack

Julius Erasmus (* 16. Februar 1895 in Aachen; † 3. September 1971 in Abenden) wurde nach dem Zweiten Weltkrieg als „Totengräber von Vossenack“ bekannt.

## Beginn der Bergungen
Erasmus, vor dem Zweiten Weltkrieg Textilfabrikant in Aachen, während des Krieges Pionierhauptmann, verlor in der Schlacht um Aachen seine gesamte Familie. Er zog sich nach Kriegsende in eine Hütte im Hürtgenwald zurück, wo im Winter 1944/1945 tausende deutsche und alliierte Soldaten in der Schlacht im Hürtgenwald gefallen waren. Erasmus begann, die toten Soldaten zu bergen, zu identifizieren und zu begraben. Die Lage der Gräber hielt er in Lageplänen fest. Erasmus begann seine Arbeit allein, fand jedoch bald Unterstützung durch Männer aus den umliegenden Dörfern und den Vossenacker Dorfpfarrer Werner Eschweiler. Die Arbeit war lebensgefährlich, weil der Wald mit Blindgängern und Minen übersät war; bei der anschließenden Minenräumung und Totenbergung ließen etwa 100 Menschen ihr Leben.
Zu den Motiven für seine Arbeit befragt, äußerte Erasmus: „Im Sommer 1945 kam ich nach Vossenack zurück. Ich hatte meine gesamte Habe verloren. Der Krieg hatte mir alles genommen. Und da fand ich sie in den Chausseegräben, am Waldrand, unter zerschossenen Bäumen. Ich konnte sie einfach nicht da liegen sehen, unbestattet und vergessen. Es ließ mir keine Ruhe.“

## Der Soldatenfriedhof Vossenack
Ab 1949 erhielt Erasmus Unterstützung durch den Volksbund Deutsche Kriegsgräberfürsorge, dessen Architekt Robert Tischler einen Soldatenfriedhof auf der am meisten umkämpften „Höhe 470“, dem „Tor zum Kölner Becken“, errichtete. Die Kriegsgräberstätte Vossenack wurde 1952 von Bundespräsident Theodor Heuss eingeweiht. Heute sind dort 2221 Soldaten aus vier Nationen bestattet, die Identität von 930 dieser Soldaten ist unbekannt.
1569 deutsche Gefallene hat Erasmus im Hürtgenwald geborgen und in Vossenack zur letzten Ruhe gebettet. Als er 1971 starb, war er fast vergessen.

## Ehrungen
- 1952: Verdienstkreuz (Steckkreuz) der Bundesrepublik Deutschland
- 2005: Zur Erinnerung an Julius Erasmus wird auf dem Ehrenfriedhof Vossenack ein Gedenkkreuz aufgerichtet.